# Muralla de Torrijo de la Cañada
La muralla de Torrijo de la Cañada del municipio zaragozano del mismo nombre conserva como mejor exponente una puerta torre .

## Historia
Este recinto amurallado tiene como mejor exponente una torre-puerta que es el resto más evidente de la antigua muralla de Torrijo de la Cañada. El origen de la muralla se corresponde con el refuerzo de la fortificación de la localidad ordenada por Pedro IV de Aragón con motivo de la guerra de los Dos Pedros.

## Descripción
En la parte baja se encuentra la puerta que da acceso al puente gótico sobre el río Manubles. Está compuesta por dos arcos ojivales construidos en sillería sobre los que apoya una bóveda de cañón apuntado. Por encima de ellos hay un cuerpo de mampostería hasta los cinco metros de altura, desde cuya altura el torreón, de planta rectangular, se prolonga con un cuerpo ciego de tapial en el que se ven los mechinales de obra y las esquinas de ladrillo. En el siglo XVI se amplió la torre con dos arquerías superpuestas de arcos doblados de medio punto con dos líneas de imposta y un friso de esquinillas entre ambos. En la cara principal al sur se abren tres arcos y en los laterales dos, características renacimiento aragonés.